# Уилсън Крийк
Уилсън Крийк (на английски: Wilson Creek) е град в окръг Грант, щата Вашингтон, САЩ. Уилсън Крийк е с население от 227 жители (2000) и обща площ от 2,6 km². Намира се на 390 m надморска височина. ЗИП кодът му е 98860, а телефонният му код е 509.